# Klubi Futbollistik Trepça
Il Klubi Futbollistik Trepça è una società calcistica del Kosovo con sede a Kosovska Mitrovica. Fondato nel 1932, milita nella Liga e Parë, la seconda divisione del campionato di calcio del Kosovo.

## Storia
Il club fu fondato nel 1932 come Trepça dai lavoratori dell'omonima miniera durante il periodo del Regno di Jugoslavia. Fino al 1938 non aveva un proprio campo e disputava le partite interne nella confinante Zveçan, dopodiché fu costruito in città un piccolo campo che utilizzato fino alla seconda guerra mondiale. Alla fine di essa il club ricevette il Trepça Stadium (oggi Olympic Stadium Adem Jashari) che poteva ospitare 30000 spettatori circa. I calciatori di maggior rilievo nel periodo pre-bellico furono Mazllum Grushti, Hasko Bula, Gota Sezair, Ejup Kerveshi, Adnan Mustafa, Ahmed and Qamil Zajmi, Hysen Murati, Xhati Zhubi, Sali Pllana, Bedri Hamza, Shinasi Rizanolli, Ahmet Shukriu, Burhan Kurkuqi, Jakup Berisha, Qazim Pllana, Sami Konjusha, Agim Deva, Ekrem Neziri, Riza Gashi e Gota Cezair (che dopo aver giocato col Trepça, venne in Italia a studiare Economia all'università di Firenze, giocando in contemporanea con la Carrarese e poi ritornato in patria per giocare col Vardar.
Durante la seconda guerra mondiale, i kosovo-albanesi del Trepça giocarono con la squadra albanese KF Skënderbeu, attiva durante la guerra e l'occupazione fascista. Dopo la fine della guerra, il Trepça rimase a lungo nei campionati minori della Jugoslavia. Il primo grande successo venne con la vittoria della Druga Liga 1976-1977 e la conseguente promozione nella massima divisione.
Nella stagione seguente vi fu l'immediata retrocessione in seconda, ma anche il raggiungimento della finale di coppa di Jugoslavia ove fu sconfitto 0-1 dal Rijeka. In questo periodo il club fu molto popolare i suoi giocatori Dragan Mutibarić, Dragan Simeunović e Vladan Radača facevano parte della nazionale jugoslava. Durante gli anni '60, '70 ed '80 i giocatori principali furono Sali Qubreli, Jakup Abrashi, Ajet Shosholli, Hysni Maxhuni, Luan Prekazi, Rexhep Xhaka, Erdogan Celina, Esat Mehmeti, Ramadan Cimili, Fisnik Ademi, Adnan Zeqiri, Ibrahim Prekazi, Faruk Domi, Aqif Shehu, Mensur Nexhipi, Rafet Prekazi, Genc Hoxha, Avni Juniku, Bakir Burri, Hasan Shasivari, Vahedin Ajeti, Ahmet Turku, Gani Llapashtica, Isa Sadriu, Bardhec Seferi e Sadik Rrahmani.

## Palmarès

### Competizioni nazionali
- Campionato kosovaro: 2

1992–1993, 2009-2010
- Coppa del Kosovo: 1

1991-1992
- Supercoppa del Kosovo: 1

2010
- Liga e Parë: 2

2009-2010, 2015-2016

### Altri piazzamenti
- Coppa del Kosovo:

Semifinalista: 2016-2017

## Rosa attuale
| N. |                          | Ruolo | Calciatore        |
| -- | ------------------------ | ----- | ----------------- |
| 1  | Kosovo (bandiera)        | P     | Arben Beqiri      |
| 2  | Kosovo (bandiera)        | D     | Flakron Ibërdemaj |
| 3  | Kosovo (bandiera)        | D     | Amir J. Prishtina |
| 4  | Kosovo (bandiera)        | C     | Liridon Voca      |
| 4  | Kosovo (bandiera)        | D     | Hekuran Rama      |
| 5  | Kosovo (bandiera)        | D     | Kujtim Kutllovci  |
| 6  | Kosovo (bandiera)        | D     | Arbnor Istrefi    |
| 7  | Kosovo (bandiera)        | A     | Florent Sejdiu    |
| 8  | Kosovo (bandiera)        | A     | Veton Shabani     |
| 10 | Corea del Sud (bandiera) | C     | Hyunsso Lee       |
| 11 | Kosovo (bandiera)        | C     | Valmir Aliu       |
| 12 | Kosovo (bandiera)        | P     | Mehmet Ibrahimi   |
| 13 | Kosovo (bandiera)        | C     | Agron Shabani     |

| N. |                          | Ruolo | Calciatore       |
| -- | ------------------------ | ----- | ---------------- |
| 14 | Kosovo (bandiera)        | D     | Hekuran Rama     |
| 15 | Kosovo (bandiera)        | D     | Kujtim Kutllovci |
| 16 | Kosovo (bandiera)        | A     | Argjend Mustafa  |
| 17 | Kosovo (bandiera)        | C     | Endrit Hajdini   |
| 19 | Ucraina (bandiera)       | A     | Andri Bobrov     |
| 20 | Corea del Sud (bandiera) | C     | Won Yeong        |
| 22 | Corea del Sud (bandiera) | D     | Hojun Cho        |
| 23 | Kosovo (bandiera)        | A     | Florent Avdyli   |
| 24 | Corea del Sud (bandiera) | D     | Min Kyong        |
| 25 | Kosovo (bandiera)        | C     | Lorik Arifi      |
| 26 | Kosovo (bandiera)        | C     | Enis Veliaj      |